# 控訴
控訴（こうそ）とは、第一審の判決に対して不服がある場合に、上級の裁判所に対してその判決の確定を遮断して新たな判決を求める不服申立てをいう。上訴の一つ。
日本法など大陸法系訴訟法においてみられる概念であり、控訴審判決に不服がある場合にさらになされる不服申立てである上告とは厳密に区別される。

## 日本の場合
日本法においては、裁判所法16条1号、24条3号、民事訴訟法281条以下、刑事訴訟法372条以下に規定がある。
民事訴訟の場合
第一審裁判所の判決に不服の有る当事者は、上訴権の放棄や不上訴の合意がなく、上訴人が不服の利益を持つ場合、期間の定めに従い適式の提起をすることで再度裁判を受けることができる。
一般に、第一審が簡易裁判所であれば地方裁判所に、第一審が地方裁判所又は家庭裁判所であれば高等裁判所に控訴することができる（民事訴訟法281条、裁判所法16条1号・24条3号）。控訴の提起は民事訴訟法281条により、第一審判決に対してすることができる。控訴審の審理は第一審の口頭弁論の続行（続審制）と考えられ、控訴および付帯控訴提出された不服の主張が審判の対象となる（そのため、控訴人には利益変更禁止の原則がはたらく）。
控訴期間は、判決書の送達を受けてから2週間の不変期間（天変地異以外裁判所が変更できない期間）である（民事訴訟法285条）。この期間内に、控訴審を担当する裁判所（控訴裁判所）宛ての控訴状を、第一審の裁判所に提出して、控訴の提起をする。控訴状に、控訴の理由が記載されていない場合は、控訴状提出から50日以内に、控訴理由書を提出しなければならないと規定されている（民事訴訟規則182条。もっとも、理由書の提出が期間に遅れても、316条1項2号で却下理由となる上告理由書と異なり、287条が却下理由とはしていないため、受理する場合もある。
控訴は控訴審の終局判決があるまで取り下げる事が出来る（民訴292条1項）。控訴審第一回口頭弁論が開始するまでに控訴取下書の提出を行った場合、相手方の同意を要さずに控訴の取下げが行われ、控訴人は裁判所に支払った手数料の半額の還付の申立てを行える（民事訴訟費用法9条3項1号）。
刑事訴訟の場合
被告人または検察官が控訴することができる（刑事訴訟法351条）。また、第一審における弁護人、被告人の法定代理人・保佐人も、被告人のために控訴することができる（刑事訴訟法355条・353条）。通常の控訴審は、高等裁判所が担当する（裁判所法16条1号）。
控訴期間は、判決の言渡しを受けてから14日間である（刑事訴訟法373条）。この期間内に、控訴審を担当する裁判所（控訴裁判所）宛ての控訴申立書を、第一審の裁判所に提出して、控訴の提起をする（刑事訴訟法374条）。さらに、控訴申立人は、提出期限（通知の翌日から21日以後の日で、控訴裁判所が定めた日）までに、控訴趣意書を提出する（刑事訴訟法376条、刑事訴訟規則236条）。期間経過後の提出である場合は、控訴棄却の決定がなされる（刑事訴訟法386条1項1号）。ただし、期限後の提出がやむを得ない事情に基づくと認められる場合は、期間内に提出したものと取り扱うことができる（刑事訴訟規則238条）。
検察官・被告人ともいったん控訴しても取り下げることができるが（刑事訴訟法359条）、いったん控訴を取り下げた者はその事件についてさらに上訴することはできない（刑事訴訟法361条）。そのため、例えば死刑判決を受けた被告人が控訴したものの後に自ら取り下げた場合はそのまま死刑判決が確定し、弁護人が「控訴取り下げは無効」と異議を申し立てても棄却されるケースが多いが（マブチモーター社長宅殺人放火事件・奈良小1女児殺害事件・闇サイト殺人事件など）、例外的に最高裁判所が弁護人の異議申し立てを認めて控訴審が再開された事例も存在する（藤沢市母娘ら5人殺害事件）。
刑事訴訟の場合は、控訴事由が限定されている（刑事訴訟法384条）。
- 法律に従って判決裁判所を構成しなかったこと。ただし、裁判員裁判で事件が取り扱われた場合で、裁判員の構成にのみ違法がある場合であって、裁判員の関与する判断を含まないものであるとき、またはその違法が裁判員の就職禁止事由に該当するときはこの限りでない（刑事訴訟法377条1号、裁判員法64条1項）。
- 法令により判決に関与することができない裁判官又は裁判員が判決に関与したこと（刑事訴訟法377条2号、裁判員法64条1項）。
- 審判の公開の規定に違反したこと（刑事訴訟法377条3号）。
- 不法に管轄または管轄違いを認めたこと（刑事訴訟法378条1号）。
- 不法に、公訴を受理し、またはこれを棄却したこと（刑事訴訟法378条2号）。
- 審判の請求を受けた事件について判決をせず、または審判の請求を受けない事件について判決をしたこと（刑事訴訟法378条3号）。
- 判決に理由を附せず、または理由にくいちがいがあること（刑事訴訟法378条4号）。
- 刑事訴訟法377条、378条の場合を除いて、訴訟手続に法令の違反があってその違反が判決に影響を及ぼすことが明らかであること（刑事訴訟法379条）。
- 法令の適用に誤りがあってその誤りが判決に影響を及ぼすことが明らかであること（刑事訴訟法380条）。
- 刑の量刑が不当であること（刑事訴訟法381条）。
- 事実の誤認があってその誤認が判決に影響を及ぼすことが明らかであること（刑事訴訟法382条）。ただし、原審が、即決裁判手続の場合を除く（刑事訴訟法403条の2）。
- 再審の請求ができる場合に当たる事由があること（刑事訴訟法383条1号）。
- 判決があった後に刑の廃止もしくは変更または大赦があったこと（刑事訴訟法383条2号）

なお民事・刑事のどちらの場合でも、控訴趣意書・理由書を期限までに提出できないなどの理由で判決ではなく、決定により棄却された場合は上告が許されず、原判決がそのまま確定する。

### 実態
特に、刑事訴訟では、「やむを得ない事由によって第一審の弁論終結前に取調を請求することができなかった」場合でない限り、新しい証拠を取調べないという刑事訴訟法382条の2、393条第1項を厳格に適用し、被告人の証拠申請を全て却下する一方で、検察官の証拠申請は認めるという不公平な取り扱いがあるともいわれている。
日本国憲法第39条で同一の犯罪について重ねて刑事上の責任は問われないのに、検察官が控訴できるのは、最高裁の昭和25年9月27日の判決で、一審、二審、上告審を通じて一度の危険であり、検察官控訴は憲法第39条に反しないとされている。今村核は、検察官控訴により一審無罪が破棄されると、その裁判官は裁判所組織内で冷遇される傾向があり、これが無罪率を減少させていると主張している。

## 海外の制度
イギリス、アメリカ合衆国では検察官の控訴は被告人を二重の危険にさらすものとして憲法上許されていない(アメリカ合衆国憲法修正5条…何人も同一の犯罪について重ねて生命または身体の危険にさらされることはない」。

## 正式な裁判以外の控訴
正式な裁判以外に、俗にスポーツ全般におけるスポーツ仲裁裁判所等への仲裁申立てや、モータースポーツの世界におけるレース中のペナルティに対する統括団体への不服申立てなども「控訴」と表現されることがあるが、それらについてはスポーツ仲裁裁判所、ペナルティ (モータースポーツ)#抗議と控訴等を参照のこと。